# Ebraismo ortodosso moderno

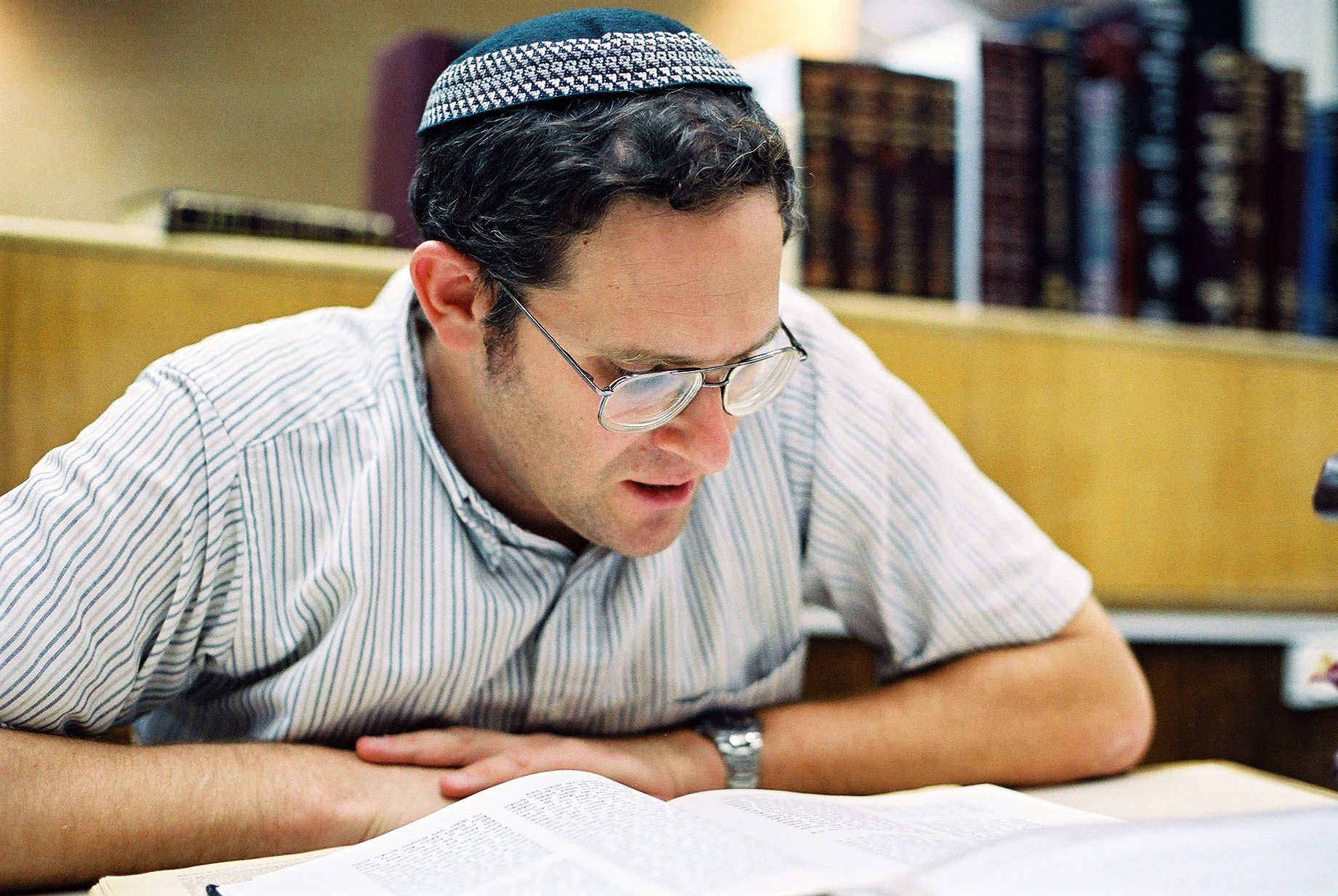
Mosheh Lichtenstein, rabbino ortodosso moderno che dirige una yeshivah in Israele

L'Ebraismo Ortodosso Moderno è un movimento religioso, formatasi nel solco dell'ebraismo ortodosso, che promuove una sintesi fra i principi di fede ebraici, l'osservanza dell'halakhah e la società moderna.
L'Ortodossia Moderna si basa su svariati insegnamenti e filosofie e può assumere varie forme. Negli Stati Uniti, e nel mondo occidentale in generale, l'Ortodossia Centrista - motivata dalla filosofia della Torah Umadda ("Torah e Conoscenza [Scientifica]") - è prevalente. In Israele l'Ortodossia Moderna è dominata dal Sionismo Religioso - e sebbene i due movimenti non siano identici - condividono molti degli stessi valori e aderenti.

## Caratteristiche
In generale, l'approccio  basilare dell'Ortodossia Moderna è "la credenza che uno possa e debba essere un membro completo della società moderna, accettando i rischi di rimanere osservante, poiché i benefici che ne derivano superano tali rischi".
L'Ortodossia Moderna ritiene che la Legge ebraica (Halakhah) costituisca un complesso di norme vincolanti e, allo stesso tempo, riconosce un valore positivo all'interazione con il mondo moderno. In questa prospettiva, l'ebraismo ortodosso si "arricchirebbe" della sua intersecazione con la modernità; inoltre, la società moderna "creerebbe le opportunità di essere cittadini produttivi, impegnati in opere divine di trasformazione del mondo per il beneficio dell'umanità”.  Per poter preservare l'integrità della Halakhah, tuttavia, qualsiasi area di "forte inconsistenza o conflitto" tra Torah e cultura moderna devrebbe essere espurgata.
L'Ortodossia Moderna assegna inoltre un ruolo centrale al "Popolo di Israele". Come conseguenza, l'Ortodossia Moderna attribusce un significato sia nazionale che religioso allo Stato di Israele, e quindi le istituzioni ortodosse moderne e gli individui che ne fanno parte sono tipicamente di tendenze sioniste;  il coinvolgimento con ebrei non-ortodossi va oltre la mera assistenza religiosa, e include relazioni e cooperazione istituzionali.